# Broward megye
Broward megye az Amerikai Egyesült Államokban, azon belül Florida államban található. Megyeszékhelye és legnagyobb városa Fort Lauderdale. Lakosainak száma 1 944 375 fő (2020). Broward megye Palm Beach, Miami-Dade, Collier és Hendry megyékkel határos.

## Népesség
A megye népességének változása:
| Lakosok száma | 1 752 757 | 1 784 722 | 1 814 813 | 1 838 844 | 1 896 425 | 1 944 375 |
|               | 2010      | 2011      | 2012      | 2013      | 2015      | 2020      |